# Российская академия государственной службы
Росси́йская акаде́мия госуда́рственной слу́жбы при Президенте Российской Федерации (РАГС при Президенте РФ) — высшее учебное заведение в Москве, существовавшее в 1946—2010 годах.
Академия выполняла функции учебно-методического, научного и информационно-аналитического центра по проблемам государственной службы в Российской Федерации, а также управления системой переподготовки и повышения квалификации государственных служащих.
Указом Президента Российской Федерации от 20 сентября 2010 года № 1140 академия присоединена к АНХ с образованием Российской академии народного хозяйства и государственной службы при Президенте Российской Федерации.

## История

### СССР
Акаде́мия обще́ственных нау́к при ЦК КПСС — высшее партийное учебное заведение СССР. Создана в Москве 2 августа 1946 года для теоретической подготовки работников центральных партийных учреждений, ЦК коммунистических партий союзных республик, райкомов и обкомов ВКП(б), а также преподавателей вузов, научных работников научно-исследовательских учреждений и научных журналов.
Подготовка специалистов осуществлялась по истории КПСС, общим проблемам политической экономии, экономике промышленности, экономике сельского хозяйства, мировой экономике, диалектическому и историческому материализму, критике современной буржуазной философии и социологии, научному коммунизму, истории советского общества, истории международного коммунистического рабочего и национально-освободительного движения, литературоведению, искусствознанию и журналистике. В 1964 году при АОН был создан Институт научного атеизма.
В Академии общественных наук производилось обучение аспирантов сроком 3 года. К концу третьего года обучения аспиранты защищали диссертации на соискание учёной степени кандидата наук.
Распоряжением Президента РФ Б. Н. Ельцина № 72-рп от 5 ноября 1991 года Академия общественных наук была преобразована в Российскую академию управления. К концу 1991 г. имущественный комплекс Академии общественных наук при ЦК КПСС, Высшей партийной школы при ЦК КПСС и бывших высших партийных школ в регионах оказался в ведении Администрации Президента Российской Федерации. По инициативе представителей бывших партийных школ на их основе была создана система подготовки и повышения квалификации кадров для федеральной государственной службы: образована Российская академия государственной службы при Президенте Российской Федерации и региональные академии государственной службы (Дальневосточная, Сибирская, Уральская, Северо-Западная, Северо-Кавказская, Волго-Вятская, Поволжская, Волгоградская).

### Российская Федерация
Ректором Российской академии управления был назначен профессор Р. Е. Тихонов. В академии были проведены глубокие преобразования, как в кадровом составе, так и в содержании образовательного процесса. Основными задачами Академии определены:
- послевузовская подготовка, переподготовка и повышение квалификации управленческих кадров;
- разработка новых технологий государственного управления;
- проведение научных экспертиз государственных программ и проектов;
- изучение и прогнозирование потребностей в управленческих кадров;
- аналитико-информационное обеспечение органов государственной власти и управления.

В соответствии с этими задачами под руководством Р. Е. Тихонова была разработана и частично выполнена программа «Оптимизация структур и механизмов федерального и регионального управления», которая была и остаётся наиболее актуальной задачей в области государственного управления.
6 июня 1994 года на основе Российской академии управления создана Российская академия государственной службы (РАГС) при Президенте РФ.
20 сентября 2010 года Президент РФ Д. А. Медведев Указом № 1140 объединил Российскую академию государственной службы при Президенте РФ и Академию народного хозяйства, создав тем самым Федеральное государственное бюджетное учреждение высшего профессионального образования «Российская академия народного хозяйства и государственной службы при Президенте Российской Федерации».
23 сентября 2010 года распоряжением Председателя Правительства РФ В. В. Путина за № 1562-р ректором РАНХиГС назначен В. А. Мау. Исполняющим обязанности ректора РАГС на период реорганизации назначен А. М. Марголин.
29 декабря 2010 года Постановлением Правительства РФ № 1178 утверждён Устав федерального государственного бюджетного образовательного учреждения высшего профессионального образования «Российская академия народного хозяйства и государственной службы при Президенте Российской Федерации».

## Об Академии
Российская академия государственной службы при Президенте Российской Федерации учреждена Указом Президента Российской Федерации от 6 июня 1994 года № 1140. В соответствии с данным Указом на Академию возложены функции учебно-методического, научного и информационно-аналитического центра по проблемам государственной службы в Российской Федерации.
Постановлением Правительства Российской Федерации от 10 декабря 2007 года № 852 утверждён Устав Федерального государственного образовательного учреждения высшего профессионального образования «Российская академия государственной службы при Президенте Российской Федерации». Учредителем Академии является Правительство Российской Федерации.
Указом Президента Российской Федерации от 28 марта 2000 года № 585 президентом-ректором Российской академии государственной службы при Президенте Российской Федерации назначен доктор философских наук, профессор, заслуженный деятель науки Российской Федерации Егоров Владимир Константинович.
25 декабря 2007 года ректором Академии был избран прежний президент-ректор Владимир Константинович Егоров.
Академия координирует учебную, научную, информационно-аналитическую и методическую деятельности федеральных государственных образовательных учреждений, осуществляющих обучение государственных гражданских служащих, указанных в приложении к Указу Президента Российской Федерации от 10 ноября 2006 года № 1264.
В Академии обучаются сотрудники федеральных органов государственной власти и управления, органов государственной власти субъектов Российской Федерации, муниципальные служащие, представители законодательной, исполнительной и судебной власти, работники коммерческих структур, имеющие высшее образование. Кроме того, при Академии действуют специальные курсы повышения квалификации для высших клириков РПЦ.
По программам второго высшего образования идёт обучение по специальностям «Государственное и муниципальное управление», «Юриспруденция», «Экономика труда», «Антикризисное управление», «Национальная экономика», «Мировая экономика», «Налоги и налогообложение», «Менеджмент организации», «Психология», «Управление персоналом», «Политология», «Социология», «История», «Документоведение и документационное обеспечение управления», «Прикладная информатика в государственном и муниципальном управлении». В рамках этих специальностей осуществляется обучение экономистов, юристов, социологов, психологов, специалистов по управлению и др.
По шести специализированным программам подготовки магистров осуществляется приём на обучение по направлению «Экономика».
В соответствии с Указом Президента Российской Федерации от 28 декабря 2006 года № 1474 «О дополнительном профессиональном образовании государственных гражданских служащих Российской Федерации» в Академии осуществляются меры по расширению переподготовки и повышения квалификации государственных служащих.
Важнейшим направлением дополнительного профессионального образования государственных служащих и управленческих кадров для бизнеса является реализация программ Master of Public Administration (MPA) и Master of Business Administration (MBA) совместно с зарубежными партнёрами.
В 2008 году Академия впервые открывает свои двери выпускникам школ и колледжей, предлагая обучение по образовательным программам первого высшего профессионального образования по специальностям «Психология» и «Юриспруденция», направлениям бакалавриата «Экономика» и «Менеджмент».
Академия готовит научно-педагогические кадры высшей квалификации через очную и заочную аспирантуру, докторантуру и формы соискательства. Защита докторских и кандидатских диссертаций осуществляется в 16 диссертационных советах.
В Академии действуют 20 кафедр и другие структурные подразделения.
Академия располагает современной материальной базой для учебного и научно-исследовательского процесса. В комплекс её зданий, расположенном на юго-западе Москвы, входят: два учебных корпуса общей площадью 120 000 м²; две гостиницы на 1300 одно- и двухместных номеров; аудиторный фонд объёмом более 100 учебных помещений, в том числе Большой актовый зал на 910 мест и Малый зал на 400 мест (многие аудитории оборудованы современными техническими средствами); формировавшаяся десятилетиями собственная библиотека, фонды которой составляют около 2 млн единиц хранения на русском и иностранных языках.

## Ректоры

### Академия общественных наук при ЦК КПСС
- д.и.н. А. В. Мишулин (1946—1948)
- А. И. Ковалевский (1948—1950)
- д.и.н. Д. И. Надточеев (1952—1954)
- д.философ.н.. Ф. В. Константинов (1954—1955), академик АН СССР с 64 г.
- И. А. Дорошев (1955—1958)
- акад. Ю. П. Францев (1959—1965)
- В. Н. Малин (1965—1970)
- член-корр. АН СССР М. Т. Иовчук (1970—1977)
- д.экон.н. В. А. Медведев (1978—1983), член-корр. АН СССР с 84 г.
- член-корр. АН СССР Р. Г. Яновский (1983—1991)

### Российская академия управления
- д.т. н. Р. Е. Тихонов (1991—1994)

### РАГС при Президенте РФ
- д.э.н. А. М. Емельянов (1994—2000)
- д.филос.н. В. К. Егоров (2000—2010)
- д.э.н. А. М. Марголин (2010, и. о.)

## Кафедры
- Акмеологии и психологии профессиональной деятельности
- Государственного строительства и права
- Государственного управления, правового обеспечения государственной и муниципальной службы
- Государственной службы и кадровой политики
- Государственно-конфессиональных отношений[3]
- Государственной службы и национальной безопасности
- Инновационных технологий в государственной сфере и бизнесе
- Лингвистики и межкультурной коммуникации
- Информационных технологий в управлении
- Истории российской государственности
- Культурологии и деловых коммуникаций
- Менеджмента
- Национальных и федеративных отношений
- Политологии и политического управления
- Правового обеспечения рыночной экономики
- Социологии
- Труда и социальной политики
- Управления проектами
- Управления социальными и экологическими системами
- Физического воспитания
- Философии
- Финансов и отраслевой экономики
- Экономики и государственного регулирования рыночного хозяйства
- ЮНЕСКО «Государственная служба и управление социально-экономическими процессами»

## Институты
- Институт высшего профессионального образования (ИВО)
- Институт государственных закупок РАГС
- Институт информационных технологий в образовании и науке (ИИТОН)
- Институт дополнительного профессионального образования (ИДПО)
- Институт научных исследований и информации (ИНИИ)
- Институт государственной службы и управления (ИГСУ)

## Управления
- Управление координации образовательной деятельности
- Аспирантуры и докторантуры
- Исполнительная дирекция совета ректоров федеральных государственных образовательных учреждений
- Компьютерной техники и информационных систем
- Управление Делами
- Финансово-экономическое
- Внебюджетной деятельности
- Бухгалтерского учёта и финансового контроля
- Хозяйственное
- Инженерно-техническое
- Капитального строительства
- Социально-бытового и сервисного обслуживания «Академсервис»
- Материально-технического снабжения
- Юридическое управление

## Центры
- Центр обеспечения качества образования
- Информационно-методический Центр технологий государственного и муниципального управления
- Центр экспериментальных образовательных программ
- Мониторинга государственного управления и права
- Международных связей
- Проблем миграционной политики
- Социологический
- Ситуационный
- Центр инвестиций и инноваций
- Издательский
- Центр планирования и прогнозирования карьеры
- Медицинский
- Деловой
- Редакция журнала «Государственная служба»
- Культурный
- Загородный учебно-оздоровительный комплекс «Солнечный»